# Парамезотритон
Парамезотритон (Paramesotriton) — рід саламандр родини Саламандрових (Salamandridae).

## Види
Класифікація за Amphibian Species of the World 5.5:
- Paramesotriton caudopunctatus (Liu & Hu, 1973)
- Paramesotriton chinensis (Gray, 1859)
- Paramesotriton deloustali (Bourret, 1934)
- Paramesotriton ermizhaoi Wu, Rovito, Papenfuss & Hanken, 2009
- Paramesotriton fuzhongensis Wen, 1989
- Paramesotriton guanxiensis (Huang, Tang & Tang, 1983)
- Paramesotriton hongkongensis (Myers & Leviton, 1962)
- Paramesotriton labiatus (Unterstein, 1930)
- Paramesotriton longliensis Li, Tian, Gu & Xiong, 2008
- Paramesotriton maolanensis Gu et al., 2012
- Paramesotriton yunwuensis Wu, Jiang & Hanken, 2010
- Paramesotriton zhijinensis Li, Tian & Gu, 2008

## Ресурси Інтернету
Вікісховище має мультимедійні дані за темою: Парамезотритон
- Amphibiaweb

| Жаба | Це незавершена стаття з герпетології. Ви можете допомогти проєкту, виправивши або дописавши її. |